# Pliskovica
Pliskovica je naselje v Občini Sežana.
Pliska pravimo drobni ptičici, beli pastirici (Motacilla alba), ki v vasi in okoli nje najde primerno okolje za preživetje. Njen živahen značaj je bil verjetno povod, da so pastirji, ki naj bi pred stoletji prvi naselili te kraje, enako živahne ovce in koze imenovali Pliska. Tako naj bi ptice in ovce dale ime vasi, ki je danes ena večjih sredi prostrane kraške planote, slabih 10 kilometrov od slovenske obale. Dobrih 100 hišnih številk in okoli 220 prebivalcev ima. Okoli vasi so prostrani vinogradi, kjer uspeva teran.

## Zgodovina
19. oktobra 1943 je v Pliskovici 1. bataljon Kosovelove brigade zajel in razorožil 273 italijanskih karabinjerjev in 11 fašistov ter jim zaplenili mnogo bojne opreme.

## Mladinski hostel Pliskovica
Mladinski hotel v Pliskovici je urejen v stari kraški domačiji, ki je kulturni spomenik ter kot pomemben element kraške arhitekture ohranjena in obnovljena pod okriljem Zavoda za varstvo kulturne dediščine, občine Sežana in Evropske unije. Kraška domačija obsega hišo (stanovanjski del) in skedenj (gospodarsko poslopje), kjer je včasih bila štala ali hlev za živino ter shramba za seno in kmetijske pridelke, ki jih je družina pridelala na svojih njivah. Okoli hiše je veliko ograjeno dvorišče ali borjač, ki je bilo včasih njivska površina, danes pa so tu igrišče za odbojko in nogomet, otroška igrala ter prostor za druge družabne igre in druženja.
V hiši je urejena in opremljena skupna čajna kuhinja, ki je gostom na voljo za uporabo. Zraven je tudi manjša jedilnica, ki ima lepo ohranjeno staro kraško odprto ognjišče, ki je bilo včasih središče družinskega življenja v hiši. V spodnjih prostorih je na razpolago tudi pralnica s pralnim in sušilnim strojem. V prvem nadstropju sta dve kopalnici s tušem, soba s štirimi pogradi ter soba z dvema posteljama. Na podstrešju je soba s petimi posteljami ter soba z desetimi pomožnimi ležišči. V skednju, v pritličju, je velika skupna soba, ki je namenjena tako izvajanju raznih programov kot druženje ter spet dve kopalnici s tušem. V prvem nadstropju sta dve sobi: ena s temi pogradi in ena s sedmimi pogradi.

#### Zgodovina projekta in širitev aktivnosti
Leta 2000 je mladina občina Sežana, združena v Mladinskem centru Podlaga iz Sežane, skupaj z Medobčinskem društvom prijateljev mladine Sežana prišla na idejo o ustanovitvi mladinskega doma oziroma objekta s prenočišči nižjega cenovnega razreda, primernimi za mlade ki obiščejo Kras. Občina Sežana je prisluhnila tem razmišljanjem in ponudila objekt stare šole v Pliskovici, ki je pred tem vrsto let samevala.
Nad idejo so se ogreli tudi domačini, prebivalci Pliskovice. Skupaj z Zavodom za šport, turizem in prosti čas Sežana, v okviru katerega deluje Mladinski center Podlaga, je občina prijavila projekt preureditve stare šole v mladinski dom za sofinanciranje na razpisu Sklada malih projektov programa Phare čezmejnega sodelovanja Slovenija/Italija in pri tem uspela. Istočasno je lokacijo za svoj dom v tem delu Primorske iskal tudi Center šolskih in obšolskih dejavnosti (CŠOD), zato je projekt prenove šole predvideval polovično uporabo za potrebe mladinskega doma, drugo polovico pa za potrebe doma CŠOD. Kasneje pa se je izkazalo, da so prostorske zahteve za dom CŠOD večje in bi zanj potrebovali celoten objekt stare šole in sosednjega župnišča. Tako je bilo treba najti novo lokacijo za mladinski dom. Poizvedovanja po vasi so privedla do Slamčeve domačije, zavarovane kot kulturni spomenik, vendar že nekaj let zapuščen. Lastnik jo je bil pripravljen prodati Občini in tako je mladinski dom dobil novo lokacijo. Po pripravi vse potrebne dokumentacije so nato poleti 2002 stekla gradbena in kasneje obrtniška dela na domačiji. Istočasno so člani projektnega sveta ob pomoči zunanjih sodelavcev pripravili tudi promocijsko gradivo o mladinskem turizmu na Krasu in izdelali upravljalski načrt s programskimi in finančnimi izhodišči, ki so predvidevala ustanovitev javnega zavoda z dvema enotama, mladinskim centrom v Sežani in mladinskim domom oziroma hostlom v Pliskovici. Skozi ta zavod se bo mladina aktivno vključevala v upravljanje doma in v reševanje drugih družbenih problemov na Krasu.
Obnova Slamčeve domačije in obet preureditve stare šole v dom CŠOD (konec leta 2001 je svet potrdil lokacijo v Pliskovici) sta v vasi Pliskovica povzročila vsesplošno mobilizacijo človeških virov. Vaščani so podpirali prizadevanja mladine in so bili ves čas aktivno vključeni v načrtovanje aktivnosti. Videli so in še vidijo priložnost bolj kvalitetnega razvoja vasi v navezavi na mladinski dom in dom CŠOD. Ne le možnost dodatnega zaslužka in obet novih delovnih mest, ampak predvsem novo življenje, novo dogajanje v vasi in obet lepše prihodnosti so tisto, kar mladinski hotel prinaša v vas.
Ob strokovni pomoči Medobčinskega društva prijateljev mladine Sežana so v vasi začele vznikati številne ideje in aktivnosti. Pripravljali so pohode, na katerih so spoznavali okolico Pliskovice, začeli so brskati po zgodovini vasi, beležili so stare šege in navade. V času praznika terana in pršuta so izdali promocijsko zgibanko, v kateri so predstavili vas in razen dobrote ter lepote, ki so doma v Pliskovici. Naraščalo je tudi zanimanje za kulturno življenje. Predvsem pa so se zavedali, da mladinski dom in dom CŠOD potrebujeta urejeno vas in okolico, potrebujeta dodatno ponudbo, ki bo mlade in nekoliko manj mlade goste zadržala v vasi in na Krasu. Ciljna skupina gostov niso le mladi popotniki, ki potrebujejo prenočišče, ampak tudi planince, kolesarji in jamarji, vsi ljubitelji in raziskovalci Krasa. Zato je Medobčinsko društvo prijateljev mladine Sežana s pomočjo Pilotnega projekta Kras navezalo stik z danskimi nevladnimi organizacijami z namenom izmenjave izkušenj in finančnega sodelovanja. Tako je nastal Dansko-slovenski projekt sodelovanja pri razvoju zelenega in trajnostnega turizma ter prostočasnih aktivnosti, kjer je na danski strani sodelovalo Dansko pohodniško združenje (Dansk Vandrelaug). Študijski obiski na Danskem in Dancev na Krasu so bili namenjeni prenosu danskega znanja, potrebnega pri upravljanju z mladinskimi domovi in načrtovanjem tematskih poti, praktični rezultat projekta pa je kraška učna pot Pliska na planotastem svetu med Pliskovico in Kosoveljami.

## Pliskina pot
Pliskina pot je kraška učna pot, krožno speljana po planotastem svetu v osrčju Krasa, med Pliskovico in Kosoveljami. Izhodišče je v Pliskovici. V dolžini šestih kilometrov je pot brez omembe vrednih vzponov in spustov speljana po nekdaj obdelanem svetu, ki se danes vse bolj zarašča. Ob poti spoznavamo, kako narava oblikuje podobo kraške krajine in kako jo pri tem dopolnjuje človek. Na poti spoznavamo, kako so Kraševci živeli in še živijo od zemlje, koliko truda je bilo potrebno, da so kamniti svet spremenili v njive, travnike in pašnike. Videti je, kaj vse so znali narediti iz kamenja, kako so se na brezvodnem površju znali oskrbeti z vodo, kako so znali izkoristiti darove narave.

## Ljudje povezani s krajem
- Pavel Šuc, (1925-2001), generalpodpolkovnik JLA